# Oresjets (distrikt i Bulgarien, Chaskovo)
Oresjets (bulgariska: Орешец) är ett distrikt i Bulgarien.   Det ligger i kommunen Obsjtina Charmanli och regionen Chaskovo, i den sydöstra delen av landet, 240 km öster om huvudstaden Sofia.
Trakten runt Oresjets består till största delen av jordbruksmark. Runt Oresjets är det mycket glesbefolkat, med 7 invånare per kvadratkilometer.